# Виларбасе
Виларба̀се (на италиански и на пиемонтски: Villarbasse) е малък град и община в Метрополен град Торино, регион Пиемонт, Северна Италия. Разположен е на 381 m надморска височина. Към 1 януари 2020 г. населението на общината е 3482 души, от които 131 са чужди граждани.